# ديريك كول
ديريك كول (9 مارس 1925 في المملكة المتحدة - 7 أبريل 2006 في المملكة المتحدة) (بالإنجليزية: Derek Cole)‏ هو لاعب كريكت بريطاني (وحمل سابقاً جنسية المملكة المتحدة لبريطانيا العظمى وأيرلندا). لعب مع Devon County Cricket Club ‏ والمقاطعات الوطنية للكريكيت الإنجليزي والويلزي ‏.

## وصلات خارجية
- ديريك كول على موقع إي آس بي آن كريك إنفو (الإنجليزية)